# Агнес де Бурбон-Дампьер
Агнес де Бурбон-Дампьер (фр. Agnes de Bourbon-Dampierre; 1237 — 5 сентября 1287/30 июня 1288) — дама де Бурбон с 1262, младшая дочь Аршамбо IX, сеньора де Бурбон, и Иоланды де Шатильон, дамы де Донзи.

## Биография
В феврале 1248 года, накануне Седьмого крестового похода, был заключён контракт о её браке с Жаном Бургундским, вторым сыном герцога Бургундии Гуго IV.
В 1262 году после смерти старшей сестры, Матильды, Агнес унаследовала сеньорию Бурбон.
В 1268 году умер Жан Бургундский, муж Агнес. Его владения, графство Шароле, а также шателении Совеман, Донден, Мон-Сен-Винсен и Санвин, унаследовала их единственная дочь Беатрис. Поскольку она была несовершеннолетней, опекуншей стала Агнес. 
После смерти герцога Гуго IV в 1272 году его сын Роберт II, ставшим новым герцогом Бургундии, попытался завахтить сеньорию Бурбон. Однако король Франции Филипп III обязал Роберта вернуть Агнес её владения. В том же году Агнес выдала Беатрис за младшего брата короля, Роберта, графа де Клермон-ан-Бовези.
В 1277 году Агнес вышла замуж во второй раз за Роберта II, графа Артуа, двоюродного брата короля Филиппа. Этот брак так и остался бездетным.
Умерла Ангес в период между 5 сентября 1287 года и 30 июня 1288 года в Фодже. Сеньорию Бурбон унаследовала её дочь Беатрис.

## Брак и дети
1-й муж: с февраля 1248 (контракт) Жан Бургундский (1231 — 29 сентября 1268), граф Шароле. Дети:
- Беатрис Бургундская (1257 — 1 октября 1310), дама де Бурбон с 1287/1288, графиня де Шароле с 1267; муж: с 1272 Роберт Французский (1256 — 7 февраля 1317), граф де Клермон-ан-Бовези

2-й муж: с 1277 Роберт II Благородный (август 1250 — 11 июля 1302), граф Артуа с 1250. Детей от этого брака не было.